# بیگوالا
بیگوالا (به انگلیسی: Begowala) یک منطقهٔ مسکونی در پاکستان است که در پنجاب واقع شده‌است. بیگوالا ۲۰۰۰۰ نفر جمعیت دارد.